# چه اهمیتی داره؟ (فیلم ۱۹۲۵)
چه اهمیتی داره؟ (انگلیسی: Who Cares) یک فیلم درام صامت آمریکایی است که در سال ۱۹۲۵ منتشر شد. نسخه‌ای از این فیلم در کتابخانه کنگره نگهداری می‌شود.

## گزیدهٔ بازیگران
- دوروتی دوور
- ویلیام هاینس
- بورلی بین
- واندا هاولی
- چارلز ماری
- ورا لوئیس
- رالف لویس
- ویلیام آستین
- کری کلارک وورد
- وُلا ویل